# 肖廷瑞
肖廷瑞，山东济南人，是一名清朝政治人物。
肖廷瑞曾于1728年接替黄鸣鹤任金山县知县一职，1729年由文铎接任。